# Realschule Balingen
Die Realschule Balingen ist eine städtische Realschule in Balingen im Schulzentrum Längenfeld.

## Geschichte
Im Jahr 1912 wurde aus der damaligen Lateinschule (heute Gymnasium) und der Realschule die „Realschule mit Lateinabteilung“ mit fünf Klassenstufen ohne die Abschlussmöglichkeit mit mittlerer Reife.
Ab Ostern 1923 war durch die Genehmigung einer 6. Klassenstufe in Balingen zumindest das Ablegen des schriftlichen Prüfungsteils der mittleren Reife in Balingen möglich, der mündliche Teil musste jedoch in Ebingen stattfinden.
Nach diversen Umdispositionen der Schülerschaft mit den Gymnasiasten wurde dann um 1963 das heutige Schulhaus erbaut und bezogen. 1969 folgte der Bau des Gymnasiums im Schulzentrum.
Seit 2011 werden diverse Sanierungsmaßnahmen insbesondere in Bezug auf Brandschutz wie z. B. die Entfernung brennbarer Stoffe, der Einbau einer Brandmeldeanlage, die Errichtung einer Außentreppe als zweiten Fluchtweg sowie die Sanierung diverser Betondecken durchgeführt.

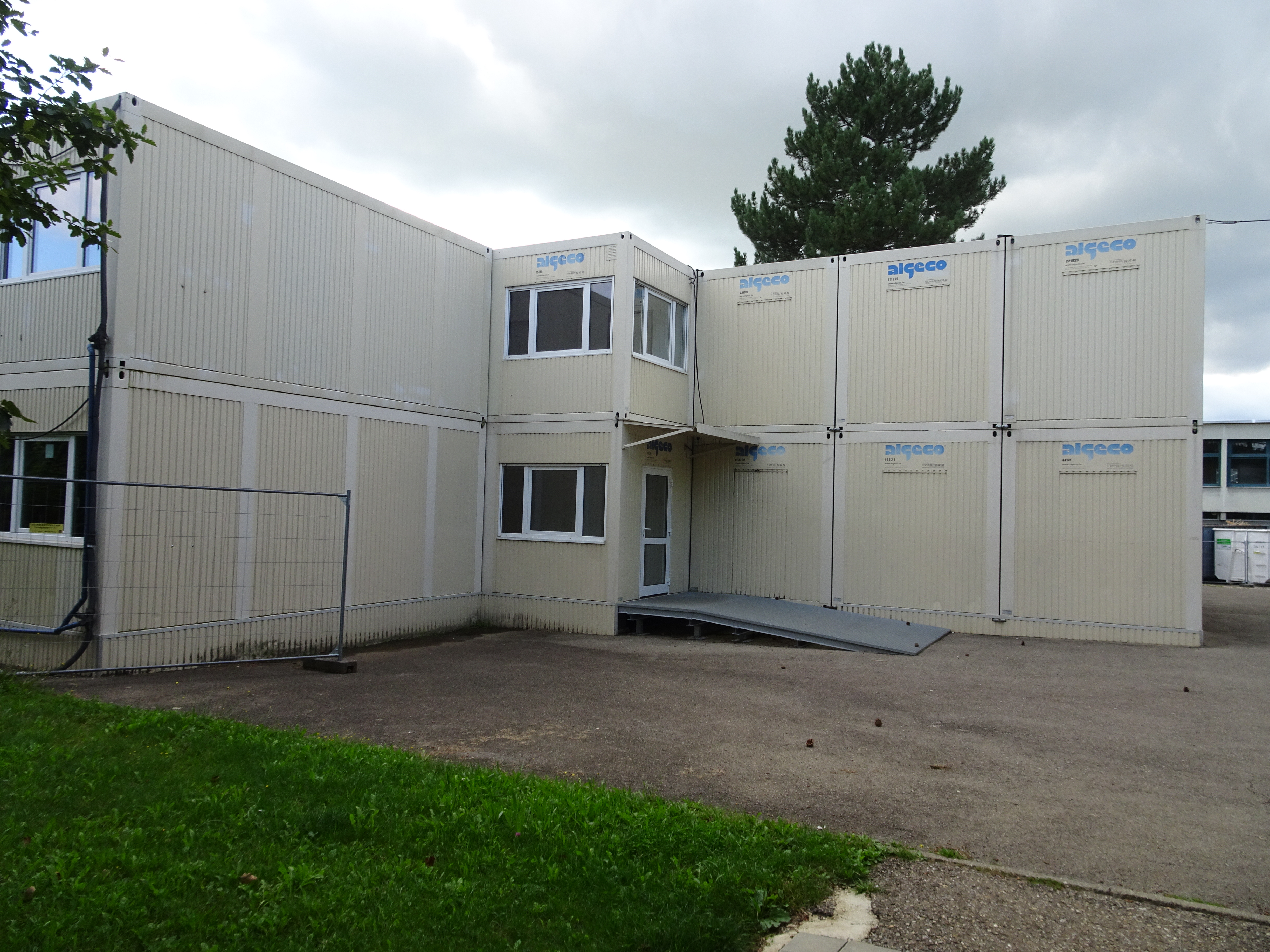
Ausweichklassenzimmer

Dazu wurden im Bereich des Gymnasiums sogenannte „Ausweichklassenzimmer“ mittels Containern errichtet, um bis zu 6 Klassen während der Sanierungsarbeiten aufnehmen zu können. Diese wurden während Sanierungsarbeiten am benachbarten Gymnasium auch von dessen Schülern genutzt.

## Lehrangebot
Für die Klassenstufen 7 bis 10 werden verschiedene dreistündige Wahlpflichtfächer angeboten:
- Französisch
- Alltagskultur, Ernährung und Soziales (AES)
- Technik

Die Realschule Balingen trägt das BoriS Berufswahlsiegel Baden-Württemberg.
2015 wurde der bilinguale Zug an der Realschule Balingen durch das Kultusministerium genehmigt. Eine Klasse pro Jahrgang wird in bestimmten Fächern in englischer Sprache unterrichtet, die Schüler bzw. die Eltern können sich für dieses Angebot entscheiden.

## Gebäude
Die Realschule Balingen gehört zum Schulzentrum Längenfeld, welchem auch das Gymnasium Balingen und die Längenfeldschule Balingen (Grundschule) angehören.

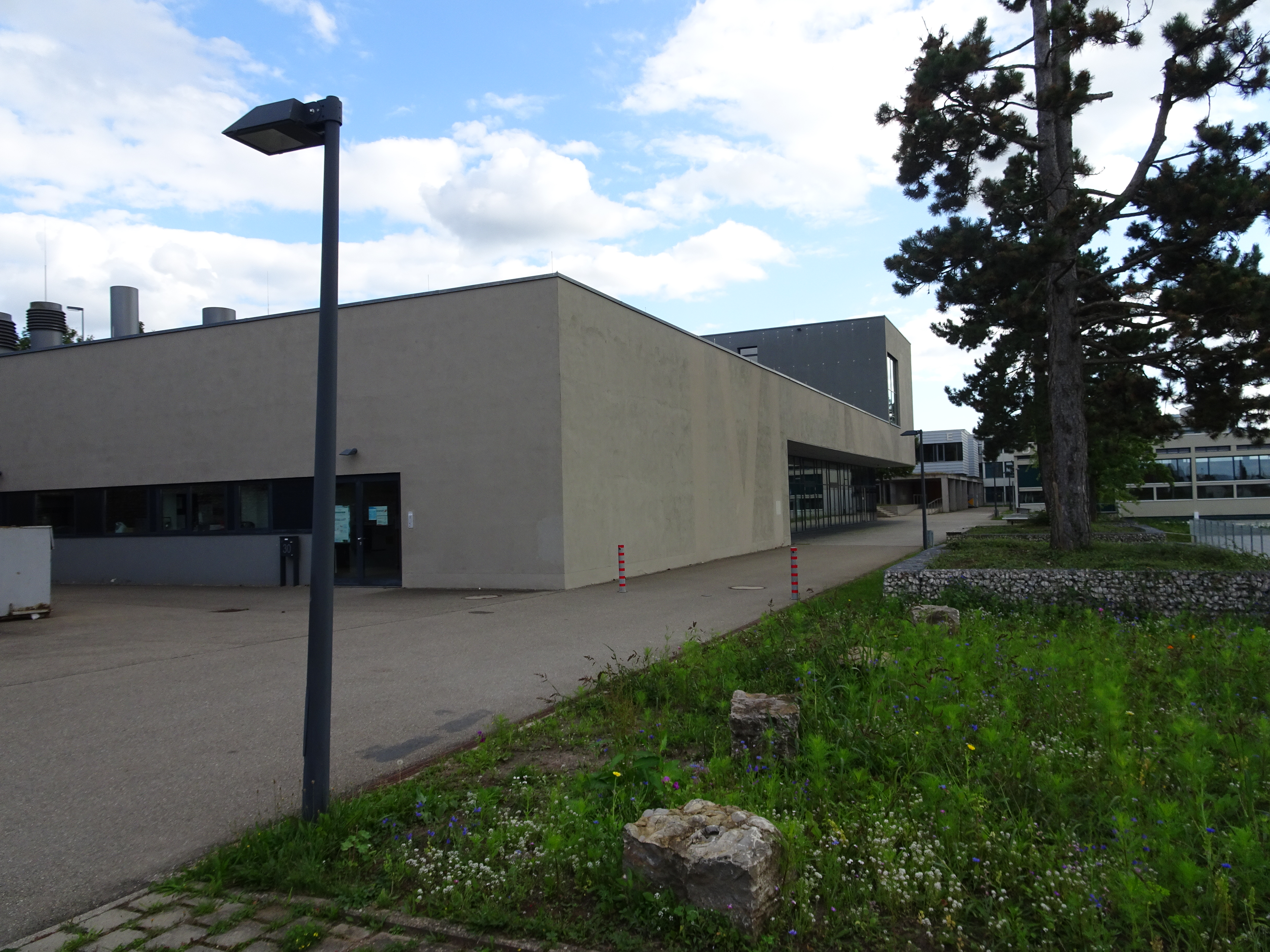
Mensa und Mediothek

Es gibt eine Mensa und eine Schulmediothek im Bereich des Gymnasiums, welche auch von den anderen Schulen des Schulzentrums genutzt werden.
Die Realschule Balingen verfügt über eine Sporthalle, welche durch Trennvorhänge in drei kleinere Hallen aufgeteilt werden kann (Dreifeldhalle). Diese wird ebenso von den benachbarten Schulen des Schulzentrums mitgenutzt. Außerdem gibt es auf dem Gelände des Schulzentrums noch die Gymnasiumshalle und die Längenfeldhalle, letztere kann ebenfalls mittels Trennvorhängen in drei kleinere Hallen getrennt werden.

## Förderverein
Der Förderverein der Realschule Balingen e. V. unterstützt u. a. die Schule und schulische Veranstaltungen.